# Unterkamps
Unterkamps ist ein Ortsteil der Hansestadt Seehausen (Altmark) im Landkreis Stendal in Sachsen-Anhalt.

## Geographie
Der Ort liegt sechs Kilometer nordöstlich der Hansestadt Seehausen (Altmark) und acht Kilometer südsüdöstlich von Wittenberge im Biosphärenreservat Mittelelbe. Östlich beginnt das Naturschutzgebiet Aland-Elbe-Niederung.
Die Nachbarorte sind Scharpenlohe, Uhlenkrug, Bälow und Ronien im Nordosten, Rühstädt im Südosten, Oberkamps im Süden, Ostorf im Südwesten, Eichfeld im Westen sowie Grashof, Beuster und Werder im Nordwesten.

## Geschichte

### Mittelalter bis Neuzeit
Die erste schriftliche Erwähnung von Ober- und Unterkamps stammt aus dem Jahr 1409. Darin wurde der Ort unter „kamerhoff“ verzeichnet. Markgraf Jobst verlieh den Kammerhof mit dem Gericht und der Fähre vor Ort zum Unterhalt der Burg, die Stadt Seehausen errichtet hatte. Die Burg bei Seehausen lag am Südufer des Alands zwei Kilometer nördlich von Vielbaum. Im Jahre 1449 wurden die Rechte der Stadt am Camerhoff bestätigt. Weitere Nennungen waren 1472 am kamsee, 1745 Kamps Krug und 1775 Camps.
In der Hansezeit führte ein Knüppeldamm von Seehausen nach Kamps zur Seehäuser Fähre, einer Kahnfähre. Es gab einen Hafen und eine Schiffmühle. Neben dem Kammerhof standen Kornspeicher (Kornhäuser) der Kaufleute Schulze und Schmidt aus Seehausen. Die Gebäude bestanden noch bis in das 19. Jahrhundert.:S. 804:S. 31, 67 Der Fährbetrieb über die Elbe erfolgte bis zum Ende des Dreißigjährigen Krieges.
1727 erwirkte die Müllergilde zu Seehausen die Konzession zur Anlage einer Mühlensteinfaktorei im Camps. Sie wurde neben der königlichen Salzfaktorei eingerichtet. Die Seehäuser und die anderen altmärkischen Müller wurden nun mit Mühlensteinen aus dem magdeburgischen Rothenburg beliefert.:S. 804
Im Jahre 1804 lebten im Vorwerk Camps 13 Büdner, 12 Einlieger, ein Schiffer. Es gab einen Krug, ein Zollamt und eine Schiffmühle auf der Elbe. Auf dem Urmesstischblatt von 1843 ist der Ort bereits als Unterkamps verzeichnet; das etwas südlicher liegende heutige Oberkamps als Heller. Auf dem Messtischblatt von 1873 trug der Ort noch den Namen Seehauser Kamps. Im Gemeindelexikon von 1873 ist die Colonie Camps (Ober- und Untercamps) als Wohnplatz zur Landgemeinde Klein Holzhausen genannt.
Alljährlich fand das Deichessen der Mittelschau im Kampser Krug statt, das die Stadt Seehausen zu finanzieren hatte. Zu Seehausen gehörte der Krug mit Ländereien und Fischerei, die Seehäuser Elbwiesen, die Seehäuser Kuhlen (das Deichschloss zwischen Ober- und Unterkamps) und die Ländereien bis zur Großen Wässerung.:S. 31

### Eingemeindungen
Bis 1807 gehörte das Vorwerk zum Seehausenschen Kreis der Mark Brandenburg in der Altmark. Zwischen 1807 und 1813 lag es im Kanton Seehausen auf dem Territorium des napoleonischen Königreichs Westphalen. Ab 1816 gehörte es zum Kreis Osterburg, dem späteren Landkreis Osterburg.
Am 1. April 1940 erfolgte der teilweise Zusammenschluss der Gemeinde Klein Holzhausen mit anderen Gemeinden. Die Ortsteile Oberkamps und Unterkamps bis einschließlich der Wässerung mit den Rühstedter Wiesen sowie der Ortsteile Groß Wegenitz und Klein Wegenitz wurden mit den Gemeinden Beuster, Scharpenlohe, Werder, Ostorf (ohne die Höfe Falcke, Herper und Neubauer im südlichen Teil von Ostorf) zu einer neuen Gemeinde mit dem Namen Beuster zusammengeschlossen. Mit anderen Worten: Unterkamps wurde umgegliedert. Es kam von der aufgelösten Gemeinde Klein Holzhausen zur neuen Gemeinde Beuster.

### Einwohnerentwicklung
| Jahr | Einwohner |
| ---- | --------- |
| 1905 | [00]58    |
| 2011 | [00]16    |
| 2012 | [00]15    |
| 2014 | [00]15    |

| Jahr | Einwohner |
| ---- | --------- |
| 2020 | [00]14    |
| 2021 | [00]15    |
| 2022 | [0]14     |
| 2023 | [0]14     |

## Religion
Die evangelischen Christen aus Unterkamps (früher: Kamps) gehörten zur Kirchengemeinde Klein Beuster und zur Pfarrei Klein-Beuster bei Groß-Beuster in der Altmark. Heute gehören sie zur Kirchengemeinde Beuster im Pfarrbereich Beuster des Kirchenkreises Stendal im Propstsprengel Stendal-Magdeburg der Evangelischen Kirche in Mitteldeutschland.